# Иммунофенотипирование
Иммунофенотипирование — это идентификация и/или подсчет групп лейкоцитов при помощи моноклональных антител, которые образуются против антигенов клеточной поверхности. Эта процедура позволяет судить о их типе и функциональном состоянии по наличию того или иного набора клеточных маркеров.
Иммунофенотипирование лейкоцитов заключается в обнаружении на их поверхности маркеров дифференциации или CD антигенов. Лейкоциты экспрессируют ряд поверхностных и цитоплазматических антигенов, уникальных для своей субпопуляции и стадии развития. CD антигены (англ. cluster of differentiation antigens) — это антигены на поверхности клеток, маркёры, отличающие одни типы клеток от других. Дифференциации этих антигенов изучены и стандартизованы, им присвоены определённые номера. CD могут быть распознаны с помощью соответствующих моноклональных антител. Используя флюоресцентно меченые моноклональные антитела, связывающиеся с определёнными CD, можно с помощью метода проточной цитометрии произвести подсчёт содержания лимфоцитов, относящихся к различным по функции или стадии развития субпопуляциям. Это позволяет понять природу некоторых заболеваний, оценить состояние пациента, прогнозировать его дальнейшее развитие, проследить за течением болезни.